# Prothoe satgeii
Prothoe satgeii är en fjärilsart som beskrevs av James John Joicey och Alfred Noakes 1915. Prothoe satgeii ingår i släktet Prothoe och familjen praktfjärilar. Inga underarter finns listade i Catalogue of Life.